# Clodoveo I
Clodoveo I (en latín: Chlodovechus, en francés: Clovis; 16 de diciembre de 466 - 27 de noviembre de 511) fue el primer rey de los francos en unificar casi toda la Galia (con excepción de Bretaña y Septimania). Fue coronado como rey de los francos salios en el año 481, tras lo cual emprendió una serie de campañas con las que logró someter al resto de pueblos francos. Fue coronado como rey de todos los francos alrededor del año 509, poco después de establecer la ciudad de París como la capital de su nuevo reino franco.
Fundó la primera dinastía de Francia: la merovingia, y fue además el primer rey calcedonio de los francos. Por estos motivos, en su mayoría los reyes franceses se llamaron “Luis” (Louis), forma moderna de “Clodoveo” (Clouis).

## Galia a finales delsigloV
A finales del siglo V, la Galia se encuentra dividida entre varios pueblos bárbaros, constantemente en guerra los unos contra los otros, buscando extender sus influencias y sus posesiones:
- Los francos, establecidos en el noreste, habían sido aliados del Imperio romano, controlando la frontera renana.
- Los burgundios, establecidos por Roma en Saboya y en el lyonesado.
- Los visigodos, pueblo poderoso, establecido al sur del río Loira, en Languedoc, sobre todo en el valle del Garona.

Una multitud de poderes locales o regionales de origen militar habían ocupado el vacío dejado por la deposición del usurpador Rómulo Augusto en 476. Entre estos se encontraba aún el reino de Siagrio, establecido en la región de Soissons.
En 481 Clodoveo, hijo del rey Childerico I y de la princesa Basina de Turingia, accedió al trono del reino franco salio situado en la región de Tournai en la actual Bélgica.
Clodoveo tenía solo quince años cuando se convirtió en rey, en 481 su coronación dio inicio a la primera dinastía de reyes de Francia, los merovingios, los cuales tomaron su nombre del abuelo de Clodoveo, el gran Meroveo.
El reino de Clodoveo se inscribe más bien en la continuidad de la Antigüedad tardía que en la Alta Edad Media según numerosos historiadores. No obstante, contribuye a formar el carácter original de este último período, dando inicio a un poderoso reino cristiano occidental y, gracias a la aprobación de las élites galorromanas, crea un poder central en la Galia. Los obispos locales, en su lucha contra visigodos y ostrogodos del sur de la región (de credo arriano), saludaron a Clodoveo como un nuevo Constantino.
Lanza una serie de alianzas y de conquistas militares, en un principio a la cabeza de unos mil hombres. Más que las armas, como se había creído, eran la manera y la experiencia que sus hombres habían adquirido al servicio del Imperio y contra los otros bárbaros lo que posibilitó el éxito militar de Clodoveo y su ejército. Sus mayores rivales serían el galo Flavio Siagrio y el ostrogodo Flavio Teodorico el Grande. Mientras que el primero había creado un reino independiente en el centro de la Galia, Teodorico era virrey de Italia y Dalmacia en representación del emperador Flavio Zenón el Isaurio. Es así como Clodoveo conquista la mitad norte de la Francia moderna, primero se alió con los francos renanos en 484, luego llevó a cabo ofensivas hacia el sur a partir de 486. Comenzó con el revés y derrota de Siagrio, el último representante del Imperio destronado. El reino de Siagrio cubría aproximadamente el área entre el río Sena y el río Loira, en la que se encontraban las principales ciudades de Senlis, Beauvais, Soissons y París.
El territorio conquistado por Clodoveo tras la derrota de Siagrio no solo marcó la primera gran expansión del reino franco, sino que también constituyó la base geográfica del que más adelante sería conocido como el reino merovingio de Neustria. Esta región del norte de la Galia se transformó en uno de los núcleos políticos y administrativos esenciales del poder merovingio, especialmente tras la división del reino franco entre los descendientes de Clodoveo.

## Conversión y bautizo

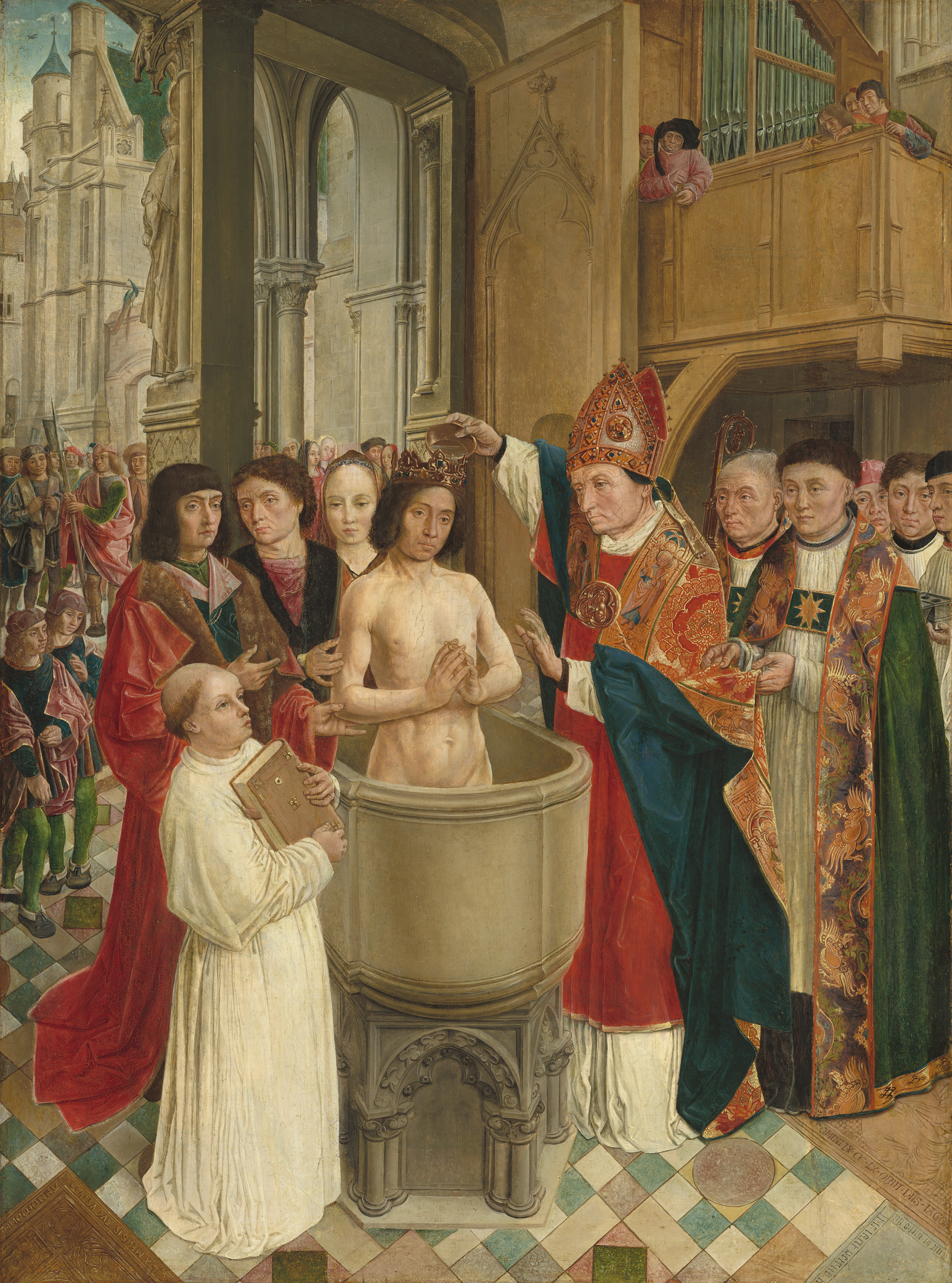
Bautizo de Clodoveo I.

El obispo de Reims, el futuro San Remigio, buscaba quizás la protección de una autoridad fuerte para su pueblo. Los contactos fueron numerosos entre Clodoveo y el obispo; este último incita al rey a proteger a los católicos que habitan en su territorio. Gracias a su carisma y quizás en razón de la autoridad que él mismo representaba, Remigio supo hacerse respetar por Clodoveo y le sirvió hasta de consejero. Le incitó notablemente a pedir la mano de la princesa Clotilde, una princesa católica de alto linaje, hija del rey de los burgundios. El matrimonio tuvo lugar en 492, probablemente en la localidad de Soissons.
Desde entonces, Clotilde hizo todo lo posible para convencer a su esposo de convertirse al catolicismo. Al principio, Clodoveo fue reticente, además la muerte prematura de su primer hijo quien habría de ser bautizado, no hizo más que agrandar su desconfianza. Por otra parte, si aceptaba convertirse al cristianismo obtendría el apoyo del clero galo-romano ya que este último tenía una gran influencia sobre la población gala.
Cuenta la leyenda que finalmente durante la batalla de Tolbiac contra los alamanes hacia el año 496, que el destino borra las dudas de Clodoveo. Mientras que se encontraba luchando contra los alamanes con el fin de extender su territorio hacia el este, su ejército se encontraba casi vencido. No sabiendo a qué otro dios pagano rezarle, Clodoveo ora entonces a Cristo y le promete que si gana la batalla se convertiría al cristianismo. En el centro de la batalla, cuando entonces el mismo Clodoveo se encontraba acorralado y a punto de ser capturado, el jefe alamán es alcanzado por una flecha, lo que hizo que su ejército se fuera a la deriva y huyera en pánico.
Clodoveo recibe entonces el bautizo con unos 3000 guerreros de las manos de San Remigio, en Reims, el 25 de diciembre entre el año 496 y/o 499. Este bautizo se convirtió en un evento significativo en la historia de Francia, casi todos los reyes franceses fueron a partir de entonces consagrados en la catedral de Reims, hasta 1824, fecha en la cual el rey Carlos X de Francia accedió al trono.
Es también de destacar que el bautizo de Clodoveo marca el inicio del lazo entre el clero y la monarquía francesa, lazo que habría de perdurar hasta inicios del siglo XIX. A partir de Clodoveo, el soberano francés debía gobernar en nombre de Dios, y solo sus descendientes directos podían pretender al trono. El bautizo permitió al rey implantar perdurablemente su autoridad sobre las poblaciones dominadas; gracias a su bautizo, pudo contar con el apoyo del clero para proseguir la expansión de su reino.

### Paganismo franco

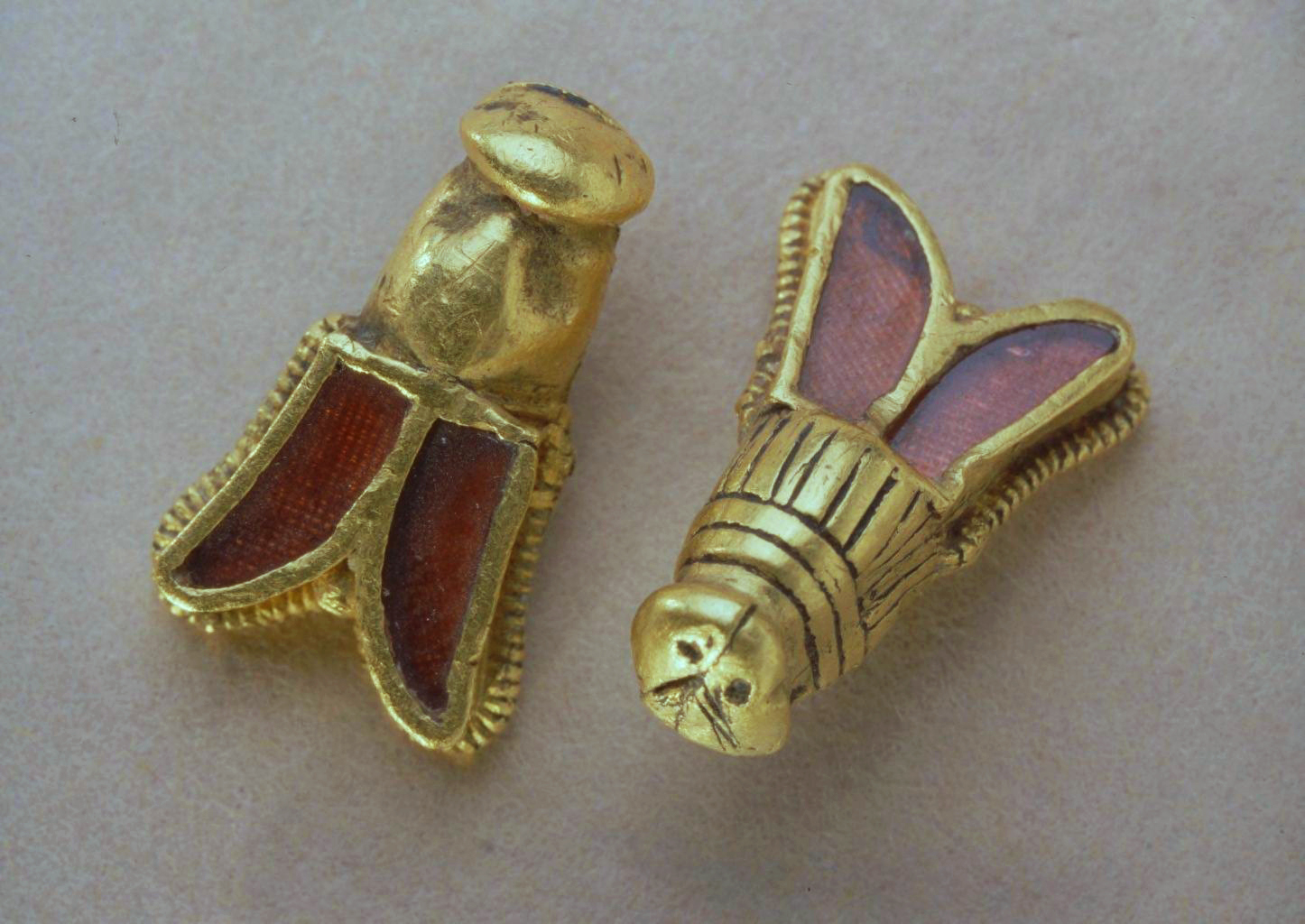
Detalle de abejas de oro de Childerico I: la cabeza y el tórax son de oro, las alas están incrustadas de granates; en el reverso, un cierre.

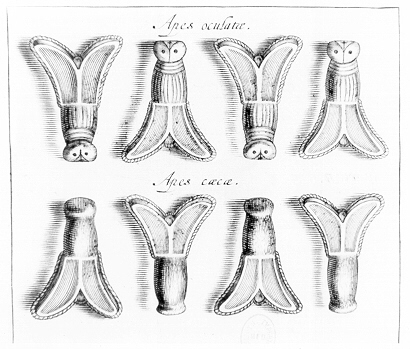
Dibujo detallado de las abejas/moscas de oro descubiertas en la tumba de Childerico I en Tournai el 27 de mayo de 1653. Dibujadas por J. J. Chifflet en 1655.

También hay que tener en cuenta que las creencias del pueblo franco desde hacía varios siglos habían sufrido la influencia religiosa y cultural del Imperio romano, diferenciándolas con el tiempo del paganismo germánico de otros pueblos. Tanto las religiones greco-romana como cristiana se hicieron notar en los francos, por lo que en tiempos de Clodoveo si bien los francos seguían siendo paganos, no eran del todo extraños a estas. 
Muestra de las peculiaridades de la mitología franca se pueden encontrar en el tesoro del padre de Clodoveo, Flavio Childerico I, donde se hallan unas abejas de oro, las cuales serían el animal predilecto de la diosa Nerthus-Artemisa, diosa de la fertilidad y la ancestra de la dinastía merovingia, diferenciándola del resto de dinastías de origen germánico que se proclamaban descendencientes de Odín-Mercurio.

## Cónsul romano y extensión del reino hacia el sur

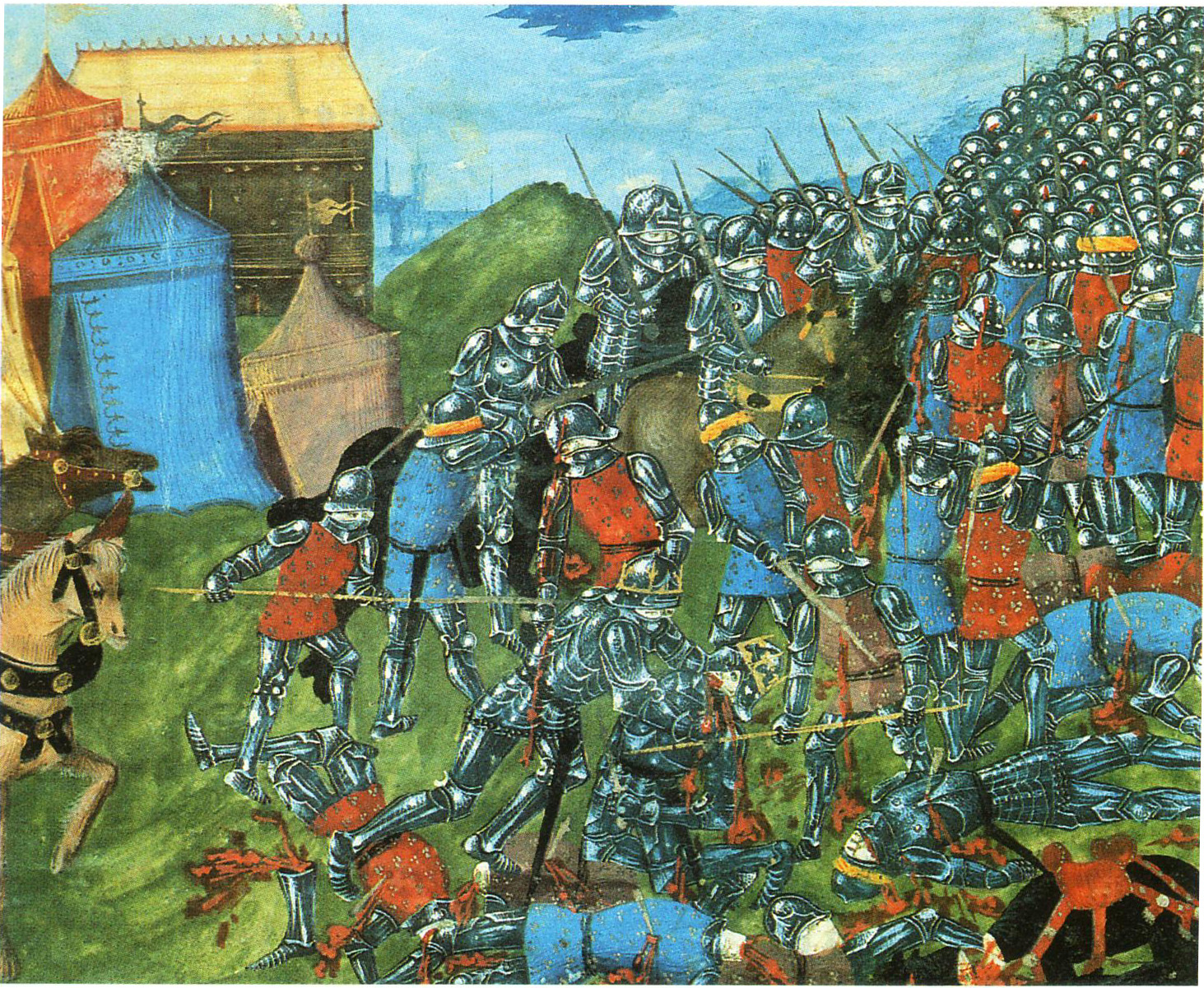
Clodoveo matando a Alarico II en la batalla de Vouillé. Miniatura del, Biblioteca Nacional de Francia en París.

Al jurar vasallaje a Anastasio I, recibe el título de cónsul de la Galia, viendo que parte de esta se encontraba bajo los visigodos arrianos (que dominaban la mayor parte de la península ibérica y el suroeste de la Galia, desde el Loira al norte hasta los límites del actual Languedoc al este), decide reunificarla con el apoyo de Oriente.
En la primavera de 507, los francos lanzan su ofensiva hacia el sur, cruzando el Loira en dirección a Tours e invadiendo el reino visigodo, mientras que sus aliados burgundios atacan por el este. El experimentado ejército franco se enfrenta al del rey Alarico II en la batalla de Vouillé, cerca de Poitiers. Tras una terrible lucha cuerpo a cuerpo, Clodoveo logra matar a Alarico en combate singular, tras lo cual los visigodos huyen en desbandada y la batalla termina en una completa victoria de los francos.
Los visigodos esperaban recibir el apoyo de Flavio Teodorico, dux Italiae, pero éstos se ve envuelto en un conflicto con la autoridad imperial. De este modo, Clodoveo inicia un imparable avance hacia el sur, que le lleva a conquistar todas las posesiones visigodas en la Galia, incluida su capital, Tolosa. Los visigodos se ven obligados a refugiarse en Hispania y a abandonar todas sus posesiones en la Galia a los francos, salvo una parte de la franja costera de la Septimania.

## París, la nueva capital
Luego de Tournai y Soissons, Clodoveo escoge finalmente a París como capital en el año 508. Es importante añadir que la ley Sálica fue fechada después de 507, algunas hipótesis indican que su promulgación coincidió con la instalación del rey en París.
Las razones por las cuales se escogió París parecen ser simplemente estratégicas, ya que la ciudad había sido una ciudad-guarnición y residencia imperial al final del Imperio. Aunque el hecho de que París fuera la capital era solo simbólico, ya que el reino franco no tenía administración y los reyes francos que sucedieron a Clodoveo no le dieron importancia al hecho de ser propietarios de la ciudad.
Bajo el reino de Clodoveo en todo caso, e igualmente durante todo el período en que los merovingios tuvieron el poder, la ciudad no tuvo cambios mayores, el patrimonio antiguo de la villa fue conservado y hasta en ocasiones renovado. Solamente algunos edificios religiosos donados por la familia real y la aristocracia fueron construidos, transformando un poco el paisaje urbano.

## Sucesión

La Galia en 511, después de la repartición del reino de los Francos entre los hijos de Clodoveo I.

El 27 de noviembre de 511, muere en París a la edad de 45 años. Tras haber unificado prácticamente toda Francia, al morir, dejó sus estados repartidos entre sus cuatro hijos (Teodorico I, Childeberto I, Clodomiro I y Clotario I), siguiendo la norma del derecho privado.
Su reino pudo entonces ser dividido en cuatro partes consecuentes, tres similares y una cuarta más grande, que ocupaba más o menos el tercio de la Galia franca, para su hijo mayor, Teodorico, nacido de una unión pagana antes de 493. Clodoveo fue inhumado en la entonces llamada Basílica de los Santos Apóstoles, en París, que más tarde fue rebautizada como abadía de Santa Genoveva (abbaye Sainte-Geneviève). Después de la Revolución francesa, en 1807, la abadía fue parcialmente destruida y ya solo es visible la torre del campanario, hoy en día llamada Torre Clodoveo (Tour Clovis), en honor al rey franco. En la actualidad el lugar está ocupado por el establecimiento de enseñanza secundaria Lycée Henri IV y la tradición ha transmitido, aunque la arqueología no lo ha demostrado, que Clodoveo sigue enterrado en los cimientos de la antigua abadía.

## Etimología
El nombre “Clodoveo” proviene del franco (antiguo bajo-alemán) Hlodowig, compuesto por las raíces hlod ("reconocido, famoso, ilustre") y wig ("combate"), quiere decir "Ilustre en el combate" o "Ilustre en la batalla". El equivalente en español moderno sería “Luis”, nombre de la mayoría de los reyes de Francia, y en alemán Ludwig, también latinizado como Ludovico.
Frecuentemente utilizada por los merovingios, la raíz hlod da también el origen a nombres como Clotario (y Lotario), Clodomiro y Clotilde.